# William Harrison Binnie
William Harrison „Bill” Binnie (ur. 2 marca 1958 roku w Glasgow) – amerykański biznesmen, polityk i kierowca wyścigowy. Prezydent Carlisle Capital Corporation, prezydent New Hampshire 1 Network oraz właściciel Carlisle One Media i Chairman of the Finance Committee. W 2010 roku bez powodzenia starał się o wybór do Senatu Stanów Zjednoczonych z ramienia Republikanów.

## Kariera wyścigowa
Binnie rozpoczął karierę w międzynarodowych wyścigach samochodowych w 1998 roku od startów w Skip Barber Eastern Regional Series. Z dorobkiem siedmiu punktów uplasował się tam na 105 pozycji w klasyfikacji generalnej. W późniejszych latach Amerykanin pojawiał się także w stawce American Le Mans Series, Le Mans Endurance Series, 24-godzinnego wyścigu Le Mans, Le Mans Series oraz FIA World Endurance Championship.

## Wyniki w 24h Le Mans
| Rok  | Zespół             | Partnerzy                     | Samochód          | Klasa | Okr. | Poz. | Klasa Pos. |
| ---- | ------------------ | ----------------------------- | ----------------- | ----- | ---- | ---- | ---------- |
| 2004 | Intersport Racing  | Clint Field Rick Sutherland   | Lola B2K/40-Judd  | LMP2  | 278  | 25   | 1          |
| 2005 | Rachel Welter      | Yōjirō Terada Patrice Roussel | WR LMP04-Peugeot  | LMP2  | 233  | NS   | NS         |
| 2006 | Binnie Motorsports | Yōjirō Terada Allen Timpany   | Lola B05/42-Zytek | LMP2  | 326  | 13   | 2          |
| 2007 | Binnie Motorsports | Allen Timpany Chris Buncombe  | Lola B05/42-Zytek | LMP2  | 318  | 18   | 1          |